# پازارتسی
پازارتسی (به بلغاری: Pazartsi) یک منطقهٔ مسکونی در بلغارستان است که در شهرستان مومچیلگراد واقع شده‌است.